# Bobrynez

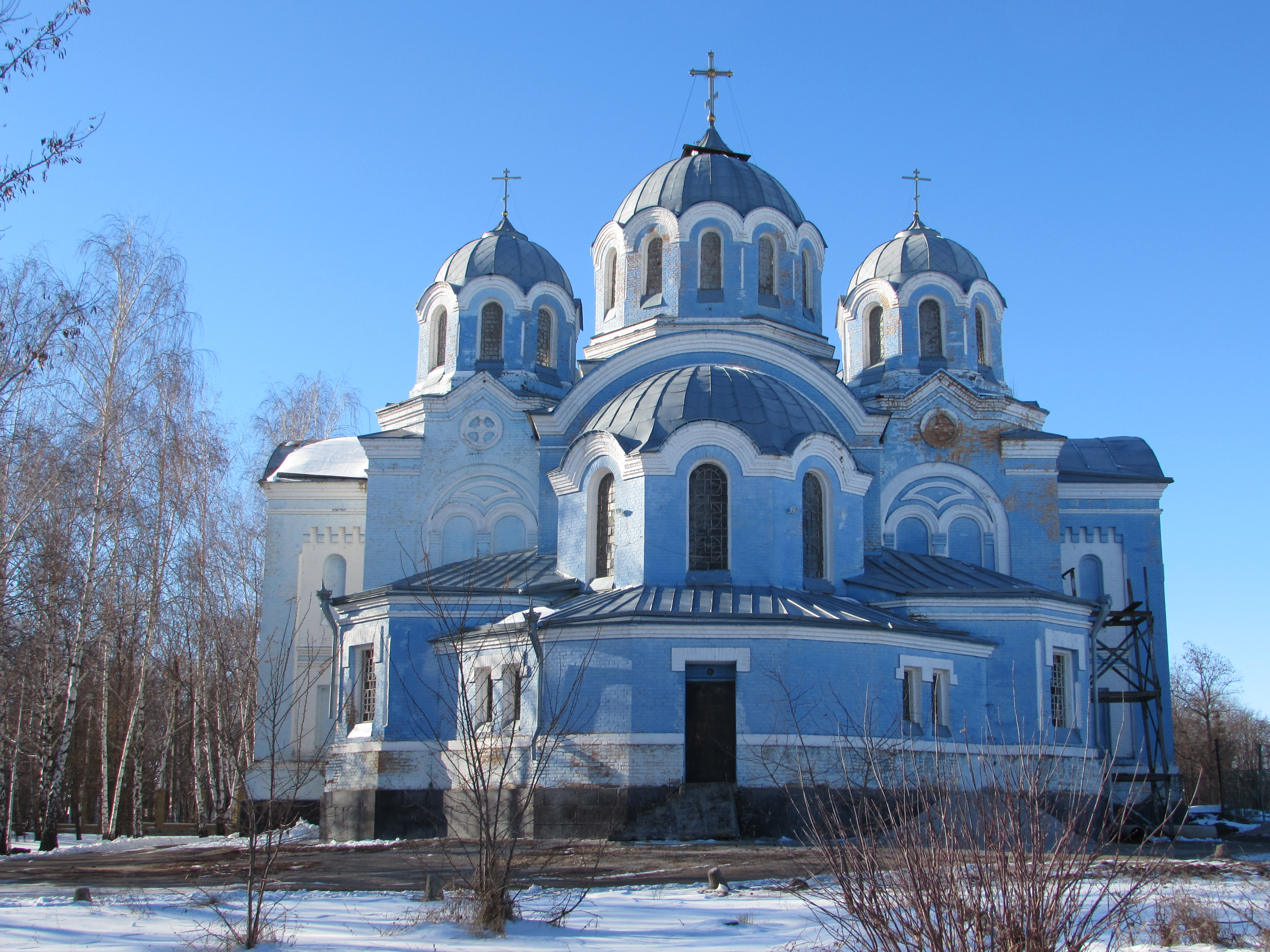
Kirche im Ort

Bobrynez (ukrainisch Бобринець; russisch Бобринец Bobrinez) ist eine Stadt im Zentrum der Ukraine mit 10.800 Einwohnern (2018).
Sie liegt im Süden der Oblast Kirowohrad und war bis Juli 2020 das administrative Zentrum des gleichnamigen Rajons Bobrynez 53 km südlich von der Oblasthauptstadt Kropywnyzkyj.

## Geschichte
Die erste Erwähnung der Ortschaft stammt aus dem Jahr 1767 (als Mali Bobrinez). Im Jahr 1816 hatte die Stadt bereits 1910 Einwohner und erhielt 1828 den Status einer Stadt.
Um 1900 hatte die Stadt 18.470 Einwohner, von denen 3.481 Juden waren.
Die Stadt war vom 6. August 1941 bis zum 16. März 1944 von Truppen der Wehrmacht besetzt. Während der deutschen Besatzung war die Stadt Hauptort des Kreisgebietes Bobrinez im Generalbezirk Nikolajew innerhalb des Reichskommissariats Ukraine.

## Verwaltungsgliederung
Am 14. August 2015 wurde die Stadt zum Zentrum der neugegründeten Stadtgemeinde Bobrynez (Бобринецька міська громада/Bobrynezka miska hromada). Zu dieser zählen 8 in der untenstehenden Tabelle aufgelisteten Dörfer, bis dahin bildete sie zusammen mit den Dörfern Dibriwka, Oblanka und Schljachowe die gleichnamige Stadtratsgemeinde Bobrynez (Бобринецька міська рада/Bobrynezka miska rada) im Norden des Rajons Bobrynez.
Am 17. Juli 2020 kam es im Zuge einer großen Rajonsreform zum Anschluss des Rajonsgebietes an den Rajon Kropywnyzkyj.
Folgende Orte sind neben dem Hauptort Bobrynez Teil der Gemeinde:
| Name                     | Name           | Name                                  |
| ukrainisch transkribiert | ukrainisch     | russisch                              |
| ------------------------ | -------------- | ------------------------------------- |
| Bohdaniwka               | Богданівка     | Богдановка (Bogdanowka)               |
| Dibriwka                 | Дібрівка       | Дибровка (Dibrowka)                   |
| Korschewe                | Коржеве        | Коржево (Korschewo)                   |
| Oblanka                  | Обланка        | Обланка                               |
| Sadowe                   | Садове         | Садовое (Sadowoje)                    |
| Schljachowe              | Шляхове        | Шляховое (Schljachowoje)              |
| Tscherwona Dolyna        | Червона Долина | Червоная Долина (Tscherwonaja Dolina) |
| Welykodrjukowe           | Великодрюкове  | Великодрюково (Welikodrjukowo)        |

## Wappen

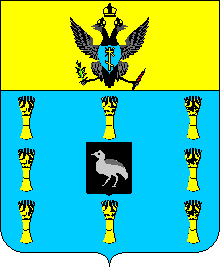
Wappen von 1847

Das ursprüngliche Wappen der Stadt von 1847 war zweigeteilt. Im oberen Bereich war das Emblem Cherson-Provinz, zu der die Stadt damals gehörte. Der untere Teil stellte Trappen, umgeben von Korngarben dar. Die Trappen waren zu jener Zeit, im Gegensatz zu heute, häufige Vögel rund um die Stadt. Die Garben symbolisieren die Landwirtschaft, das wichtigste Geschäftsfeld der Bewohner. Das heutige Wappen knüpft an das Historische an, jedoch ohne die Unterordnung unter eine Provinz zu zeigen, sondern von einer Mauerkrone gekrönt.

## Bevölkerung
| 1816  | 1835  | 1900   | 1959   | 1970   | 1989   | 2001   | 2005   | 2016   |
| ----- | ----- | ------ | ------ | ------ | ------ | ------ | ------ | ------ |
| 1.910 | 6.038 | 18.470 | 13.056 | 11 908 | 12.869 | 12.300 | 11.762 | 10.992 |

Quellen:
1816–1900, 1989–2013.

## Persönlichkeiten
- Pjotr Pawlowitsch Schumilow (1901–1942), sowjetischer Erdölingenieur und Hochschullehrer
- David Grigorjewitsch Gerschfeld (1911–2005), ukrainisch-moldawischer Komponist und Hochschullehrer
- Pjotr Jefimowitsch Todorowski (1925–2013), ukrainisch-russischer Regisseur, Drehbuchautor und Komponist